# 人類の夜明け
『人類の夜明け』（英語: Dawn of Humanity）は、2015年9月10日にオンライン上で公開され、2015年9月16日にアメリカ合衆国全土でテレビ放送されたPBS NOVA ナショナルジオグラフィックのホモ・ナレディに関するドキュメンタリー映画である。日本で放送した際の邦題は『洞窟に眠る新種の人類』。

## 概要
プロデューサーはグラハム・タウンズリー。1つのエピソード（長さ2時間）で構成されている。
「人類のゆりかご」として知られる南アフリカの人類化石遺跡群の一部、スワルトクランスの南西およそ800m（0.50mi）に位置するライジングスター洞窟のディナレディ空洞でのヒト属に分類されたヒト族の絶滅種、ホモ・ナレディの化石骨の発見（2013年）およびその後の発掘作業について解説している。さらにナショナルジオグラフィック協会はそのウェブサイト上に発見と2年間の化石の発掘作業の異なる時期をカバーする複数のビデオをアップロードしている。2015年9月時点で、洞窟から少なくとも15体分になる1,550以上の骨の断片が発掘されている。
2015年9月18日に「HDユニバースチャンネル」（確認済みチェックが入ったチャンネル）によって全編がYouTube上にアップロードされた（右側の映像外部リンクより参照）。
日本では44分版を『洞窟に眠る新種の人類』として、2016年9月17日にNHK教育テレビの『地球ドラマチック』において放送した。

## 出演者
このドキュメンタリーはジェイ・O・サンダースがナレーターを務める。出演者には以下の人物が含まれる。
- レベッカ・R・アッカーマン (ケープタウン大学)
- ゼルセナイ・アレムセゲド（英語版） (カリフォルニア科学アカデミー)
- リー・R・バーガー（英語版） (ウィットウォーターズランド大学（英語版）)
- ペドロ・ボショフ (化石ハンター（英語版）)
- スティーブン・チャーチル (デューク大学)
- ヴィクター・ディーク (パレオアーティスト（英語版）)
- マリーナ・エリオット (古生物学者)
- エレン・ヒューリーゲル (オーストラリア国立大学)
- エイリア・ガートフ (古生物学者)
- ウィリアム・ハーコート・スミス (アメリカ自然史博物館)
- ジョン・D・ホークス（英語版） (ウィスコンシン大学マディソン校)
- アマンダ・ヘンリー (マックス・プランク研究所)
- K・リンジー・ハンター (セペラ・フィールドプログラムズ)
- リック・ハンター (洞窟探検家)
- ドナルド・ジョハンソン (ヒトの起源の研究所)
- ジョブ・キビー (ウィットウォーターズランド大学)
- アシュレイ・クルーガー (ウィットウォーターズランド大学)
- ハンナ・モリス (チェナ・コンサルタントグループ)
- ベッカ・ペイショット (古生物学者)
- リック・ポッツ（英語版） (スミソニアン博物館)
- パトリック・ランドルフ＝クイニー (ウィットウォーターズランド大学)
- ブライアン・リッチモンド (アメリカ自然史博物館)
- ジェイ・O・サンダース (ナレーター)
- ピーター・シュミット (ウィットウォーターズランド大学)
- マイケル・トマセロ (マックス・プランク研究所)
- スティーブン・タッカー (洞窟探検家)
- キャロル・ウォード (ミズーリ大学コロンビア校)
- セレステ・イエーツ (ウィットウォーターズランド大学)

## 批評
『ニューヨーク・タイムズ』のニール・ガンスリンガーは「先史時代と古人類学に関するドキュメンタリーは基本的に興味深く、時には考えさせられるものである。スリリングな場面に出くわすことはあまり多くないが、プログラム『人類の夜明け』はふさわしい形容詞だ」と述べている。
『シャーロット・オブザーバー』のブルック・カインは「1,500以上のヒト科の化石を回収するためにほぼ近づくことのできない洞窟奥深くに降下する映像を厳選して収めた」ドキュメンタリー特集だと伝えている。
考古学者のクリス・ハーストは「（ホモ・ナレディの化石の）発見に関する豊富な文脈、視聴者が発見の重要性を理解できるように歴史的背景と進化的背景を設けている」「バーガー（リー・バーガー）の魅力的な個性とこのビデオのその他大勢の古生物学者のおかげでこの文脈上の試みは一般人でも容易かつ視覚的に理解できるようになっている」としている。また、ハーストはスタンリー・キューブリックが1968年に製作した映画『2001年宇宙の旅』（おもにレイモンド・ダートとロバート・アードリーの概念の影響を受けている）における類人猿の暴力的な行動は現在では代わりに「ベジタリアン」であることが証明されているので「間違いだと立証されている」としている。

## ギャラリー

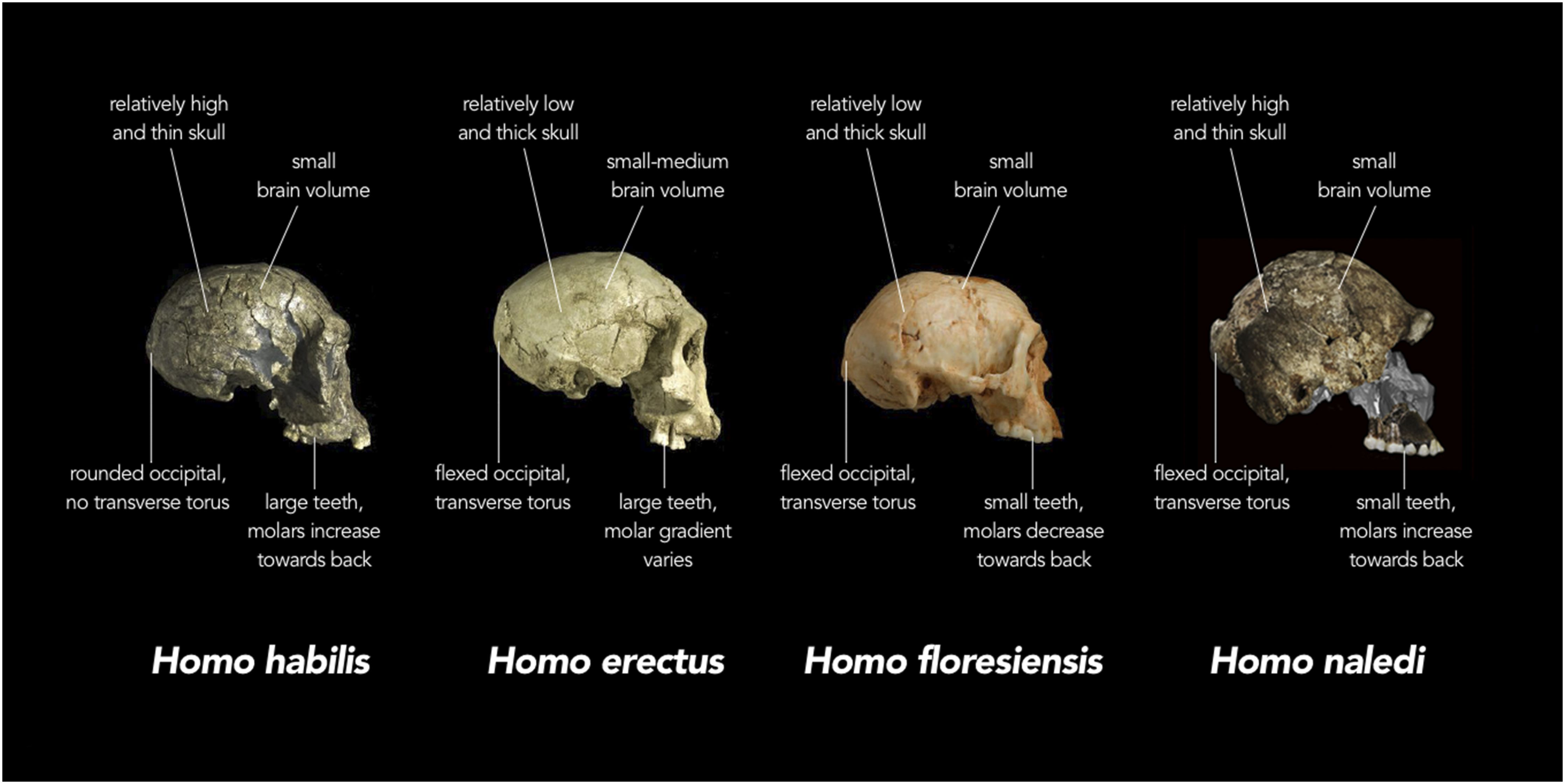
ホモ・ナレディと他の初期人類の頭蓋骨の特徴の比較